# Wenonah (Illinois)
Wenonah es una villa ubicada en el condado de Montgomery en el estado estadounidense de Illinois. En el Censo de 2010 tenía una población de 37 habitantes y una densidad poblacional de 9,45 personas por km².

## Geografía
Wenonah se encuentra ubicada en las coordenadas 39°19′12″N 89°17′17″O / 39.32000, -89.28806. Según la Oficina del Censo de los Estados Unidos, Wenonah tiene una superficie total de 3.92 km², de la cual 3.92 km² corresponden a tierra firme y (0%) 0 km² es agua.

## Demografía
Según el censo de 2010, había 37 personas residiendo en Wenonah. La densidad de población era de 9,45 hab./km². De los 37 habitantes, Wenonah estaba compuesto por el 100% blancos, el 0% eran afroamericanos, el 0% eran amerindios, el 0% eran asiáticos, el 0% eran isleños del Pacífico, el 0% eran de otras razas y el 0% pertenecían a dos o más razas. Del total de la población el 0% eran hispanos o latinos de cualquier raza.